# Braunsdorf (Turingia)
Braunsdorf (Thüringen) este o comună din landul Turingia, Germania.